# Club de Fútbol Base Abarán
El Club de Fútbol Base Abarán fue un club de fútbol de España de la ciudad de Abarán en la Región de Murcia. Fue fundado en 1992 y desapareció en 2012.

## Historia
El Base Abarán nace en 1992 como un club dedicado únicamente al fútbol base. Por aquel entonces el Abarán CF militaba en Tercera División y era, por lo tanto, el primer equipo de la ciudad. 
En la temporada 1995/96 el Base Abarán saca equipo sénior por primera vez, lo hace en la Primera Territorial y a pesar de quedar 6.º clasificado no se vuelve a federar la temporada siguiente.
En 2004 el DITT Abarán CF finaliza la temporada en 17.ª posición, pero decide vender su plaza en Tercera al Cartagena Promesas. Entonces el Base Abarán pasa a ser el único equipo de fútbol de la ciudad y se federa en la Primera Territorial. En la primera temporada consigue el ascenso al terminar segundo de su grupo de Territorial, sólo superado por el Yeclano Deportivo. Pasa cuatro años en Territorial Preferente, los tres primeros consigue la permanencia y en el cuarto asciende a Tercera División.
Tras finalizar en puestos de descenso la temporada 2011/12 de Tercera División, el club se traslada a Caravaca de la Cruz y pasa a llamarse Club de Fútbol Caravaca, para después denominarse en la temporada 2013/14 como Asociación Deportiva Caravaca.

Toma el relevo de este equipo el Nuestro Abarán Club de Fútbol, club que se fundó un año antes de la desaparición del C. Fútbol Base Abarán. Actualmente el equipo se llama Abarán Club de Fútbol y milita en la territorial preferente murciana.

## Himno
El himno del Base Abarán fue compuesto en 2009 por Emilio Gómez Parra y Jorge Soler Juliá, ambos jugadores del equipo.Himno del CF Base Abarán

## Uniforme
- Uniforme titular: Camiseta roja, pantalón negro, medias negras.
- Uniforme alternativo: Camiseta blanca, pantalón azul, medias azules.

## Estadio
El estadio de Las Colonias fue inaugurado el 25 de septiembre de 1931 con un partido contra el Calasparra FC que ganó el Abarán por 2-1. El campo es de césped natural y tiene capacidad para 4.000 espectadores.

## Datos del club
- Temporadas en Primera División:
- Temporadas en Segunda División:
- Temporadas en Segunda División B:
- Temporadas en Tercera División: 1
- Temporadas en Territorial Preferente: 4
- Temporadas en Primera Territorial: 1

## Entrenadores

### Cronología de los entrenadores
- Marín  2008-2009
- Modesto Saldaña  2009-2010
- Mariano Oyonarte 2010-2011
- Gaspar Contreras 2012